# Vezio Scatone
Vezio Scatone (in molti testi anche nella lectio facilior di Catone; in latino Vettius Scato/Cato; II secolo a.C. – Ascoli Piceno, 90 a.C.) è stato un generale italico – probabilmente proveniente dalla popolazione dei Marsi o da quella dei Peligni – il quale si distinse durante la guerra sociale che, agli inizi del primo secolo a.C., oppose Roma a molte delle genti italiche associate ma cui era negata la cittadinanza romana.
É tradizionalmente oggetto di controversia l'ortografia del suo cognomen, e anche sul nomen e sul praenomen esistono diverse versioni. Cicerone menziona il generale italico riferendo di un colloquio, avvenuto in sua presenza, tra lo stesso e il console romano Gneo Pompeo Strabone, e, in una diversa orazione, cita il cognomen di famiglia come appartenente alla tribù dei Marsi: nei migliori manoscritti la forma riportata è quella di "Scato". Autori più tardi usano però la grafia "Cato": in particolare Appiano Alessandrino e Velleio Patercolo, il quale ultimo modifica anche il nome proprio parlando di "Insteius Cato". Secondo il lessicografo britannico ottocentesco William Smith, si trattò di una corruzione del termine realizzatasi con il passare degli anni e dei secoli, ed è «bastantemente naturale che il nome oscuro di Scatone fosse cambiato nel celebre di Catone.» E la lezione "Scatone" è stata fatta propria da tutta la storiografia maggiore, a partire, nel XIX secolo, da Atto Vannucci, Pasquale Villari, e Theodor Mommsen. Le fonti antiche sono anche in disaccordo per quanto riguarda il praenomen: Publius, secondo Cicerone; Titus, secondo Eutropio; Caius, secondo Seneca.

## Biografia
Fu uno dei dodici "pretori" che erano agli ordini dei due "consoli" della Lega Italica Gaio Papio Mutilo e Quinto Poppedio Silone.
Comandò parte dell'esercito della lega con il quale mosse dapprima verso l'Umbria con 15.000 uomini, fermato dal console Gneo Pompeo Strabone, e costretto alla ritirata mosse verso Pieno dove si unì ad altri comandanti della lega e formarono un esercito di 60.000 uomini sotto Ascoli Piceno il quale si trovò di fronte 75.000 romani.
Partecipò, sempre come comandante, alla battaglia dell'11 giugno del 90 a.C. nella quale perse la vita  l'altro console Publio Rutilio Lupo.

Non si sa di preciso dove ebbe luogo la battaglia, Ovidio, in un verso dei Fasti, afferma che si trattò del fiume Toleno, e della stessa opinione del grande poeta peligno è anche lo storico Paolo Orosio, il quale scrive che le acque del Toleno trasportarono i cadaveri dei soldati romani, uccisi nella battaglia. Appiano invece, che nella sua storia fornisce maggiori particolari della guerra sociale, individua il luogo dello scontro sulle rive del Liri.
Nel 90 a.C. cinse d'assedio anche la città di Aesernia (l'attuale Isernia) che cadde in poco tempo per fame.
Fu preso prigioniero dai Romani, ma scampò alla vergogna di essere tradotto di fronte al comandante nemico grazie all'intervento di un fedelissimo schiavo, il quale, sfilata la spada al soldato che li stava scortando, uccise con questa il padrone. «Dopodiché, "è ora –disse– ch'io provveda anche a me stesso. Il padrone ormai l'ho liberato"; e quindi si trafisse con un sol colpo.»